# José dos Santos Pereira
José dos Santos Pereira (Lisboa — ?) foi um político luso-brasileiro.
Filho de Manuel Pereira da Cunha e de Vitorina Maria de Jesus.
Foi deputado à Assembleia Legislativa Provincial de  Santa Catarina na 3ª legislatura (1840 — 1841), ausente no dia da posse.